# Leucauge saphes
Leucauge saphes este o specie de păianjeni din genul Leucauge, familia Tetragnathidae, descrisă de Chamberlin și Ivie, 1936.
Este endemică în Panama. Conform Catalogue of Life specia Leucauge saphes nu are subspecii cunoscute.